# هنري غيل
هنري غيل (بالإنجليزية: Henry Gale)‏ (و. 1874 – 1942 م) هو فيزيائي، وعالم فلك، وعالم فيزياء فلكية من الولايات المتحدة الأمريكية . ولد في أورورا .